# 타투 (2015년 영화)
"타투"는 2015년에 개봉한 대한민국의 영화이다.

## 캐스팅
- 송일국 : 한지순 역
- 윤주희 : 조수나 역

- 서영 : 구찌 역
- 권현상 : 오천기 형사 역
- 이호열 : 필성 역
- 한기중 : 반장 역
- 한가림 : 어린 조수나 역
- 홍지은 : 다방녀 역
- 오태은 : 마담 역
- 방선우 : 화장실남 역
- 이빛나 : 여고생 1 역
- 정민결 : 여고생 2 역
- 김은희 : 여종업원 역
- 에슐리 : 흑인여자 역
- 죠이 : 라이언 역
- 임윤진 : 나가요걸 1 역
- 조혜인 : 나가요걸 2 역
- 이한빛 : 나가요걸 3 역
- 이경주 : 나가요걸 4 역
- 김기환 : 오토족 1 역
- 조훈휘 : 오토족 2 역
- 나대한 : 오토족 3 역
- 정연 : 근육남 역
- 김욱 : 불상남 역
- 금동현 : 점쟁이 역
- 안수호 : 노숙자 역
- 임시연 : 발레녀 역
- 양명헌 : 지구대경찰 역
- 권혁상 : 춤추는 커플남 역
- 어단비 : 춤추는 커플녀 역
- 안경희 : 클럽녀 역
- 아이반 : 대머리남자 역
- 보리 : 똘마니 1 역
- 안지효 : 똘마니 2 역
- 허윤원 : 똘마니 3 역
- 한국진 : 튜닝샵주인 1 역
- 이중현 : 튜닝샵주인 2 역
- 박범준 : 튜닝샵주인 3 역
- 유인선 : 튜닝샵주인 4 역
- 조형래 : 대포차 남 역
- 강석훈 : 앞좌석 남 역
- 오수윤 : 앞좌석 녀 역
- 배재영 : 어린 오천기 역
- 김선아 : 첫사랑녀 역
- 김지은 : 여자친구 역
- 이은주 : 조수나 (대역)
- 이홍선 : 소매치기 역
- 김문종 : 배형사 역
- 박윤석 : 김형사 역
- 송민석 : 경찰 1 역
- 박지수 : 여경찰 역
- 신재환 : 연구원 역
- 김수환 : 일본남 역
- 홍석빈 : 카운터남 역
- 최우정 : 고등학생 1 역
- 박지혜 : 고등학생 2 역
- 김지요 : 고등학생 3 역
- 김창겸 : 노인 1 역
- 송원용 : 노인 2 역
- 최지훈 : 진성모텔 주인 역
- 조창우 : 모텔남 역
- 은주 : 모텔녀 역
- 최상민 : 열쇠기사 역